# Helina shuensis
Helina shuensis este o specie de muște din genul Helina, familia Muscidae, descrisă de Feng în anul 2000.
Este endemică în Sichuan. Conform Catalogue of Life specia Helina shuensis nu are subspecii cunoscute.